# 筧馬蔵
筧 馬蔵（筧 馬藏、かけい うまぞう、1862年1月7日〈文久元年12月8日〉 - 没年不明）は、日本の実業家、政治家。吉岡ホテル社長。

## 経歴
因幡国高草郡下味野村（のち鳥取県気高郡美穂村下味野、現・鳥取県鳥取市下味野）出身。筧橘五郎の四男。寺子屋式の教育を受ける。吉岡村に分家する。酒小売、質商を営む。
村区長、村評議員、村会議員、信用組合長、気高漁業、山陰倉庫各監査役等をつとめる。酒造会社を経営する。

## 人物
趣味は骨董、囲碁。住所は鳥取県気高郡吉岡村大字吉岡（現・鳥取市吉岡温泉町）。

## 家族・親族
筧家
- 妻[3]
- 長男[3]
- 男[注 1]・清澄（前名・守蔵、1893年 - 1960年、大本教徒） - 1916年、早稲田大学大学部政治経済学科を卒業[8][9]。大本教に帰依する[1]。
- 三男[1]
- 四男[3]
- 孫[1][3]

親戚
- 兄・筧雄平（豪農、篤志家、大地主、筧融通合名会社代表社員）